# يو إف سي لايف: هاردي ضد ليتل
يو إف سي لايف: هاردي ضد ليتل (بالإنجليزية: UFC Live: Hardy vs. Lytle)‏ هو حدث لفنون القتال المختلطة نظمته يو إف سي، أُقيم في 14 أغسطس 2011، على مركز برادلي في ميلواكي، ويسكونسن، الولايات المتحدة.